# Dice (empresa)
Dice FM Holdings Ltd, que opera como Dice (estilizado como DICE), es una empresa de software de venta de entradas con sede en Londres, Reino Unido.  Dice ganó popularidad como aplicación de venta de tickets por su firme postura contra la reventa de entradas, implementando medidas de seguridad dentro de sus productos para limitar el fraude y la especulación.

## Historia
Phil Hutcheon fundó Dice en 2014. Antes de fundar Dice, Hutcheon pasó más de 10 años trabajando en la industria musical dirigiendo Modular Recordings y, más tarde, su propio sello discográfico y empresa de gestión y eventos, Deadly People.
Desde 2016, Dice organiza los Dice Live Awards, una ceremonia que premia al mejor acto de música en vivo presentado en la plataforma.
La empresa tiene su sede en De Beauvoir Town, en Dalston, Londres, con otras oficinas en Europa. En septiembre de 2017, Dice se lanzó a los Estados Unidos con eventos en San Francisco y Los Ángeles, California.
Durante la pandemia de COVID-19, Dice se convirtió temporalmente en un servicio de transmisión en vivo donde los fanáticos podían comprar entradas para acceder a espectáculos privados de artistas como Kylie Minogue, Bicep, Lewis Capaldi o Nick Cave.
En septiembre de 2021, Dice completó su financiación de Serie C, recaudando 122 millones de dólares con SoftBank Vision Fund, el cofundador de Nest e inventor del iPod Tony Fadell, así como el empresario multimillonario francés Xavier Niel. Entre los primeros inversores se incluyen los cofundadores de DeepMind, Mustafa Suleyman y Demis Hassabis, y el estudio de desarrollo de software Ustwo. Ese mismo año, Dice abrió una oficina en América del Norte en 10 Grand Street en Brooklyn, Nueva York, debido al crecimiento de su oficina estadounidense de empleados, y adquirió la emisora de música en vivo Boiler Room. En 2024, tuvieron que cerrar esta oficina porque ya no podían satisfacer las demandas de alquiler y habían reducido su personal estadounidense a más de la mitad de su tamaño original.
En 2025, la empresa vendió Boiler Room a Superstruct Entertainment en enero de 2025 por una tarifa no revelada.

## Funcionamiento
Los clientes pueden agregarse a una lista de espera para eventos agotados. Si los usuarios finalmente no pueden asistir a uno de estos, pueden devolver sus entradas a Dice; y éstas se pasan a quienes se han agregado a la lista de espera por orden de llegada. Como el ticket adquirido sólo existe dentro de la aplicación, es necesario tenerla instalada para poder acceder al evento en cuestión.
Todas las entradas vendidas en Dice proceden directamente de sellos discográficos, promotores y salas; la empresa no participa en la venta de entradas secundaria.
A fecha de 2023, la aplicación Dice está disponible en Europa Occidental (Reino Unido, Francia, España, Portugal, Italia, Alemania) y América del Norte (Estados Unidos). Algunos eventos están disponibles ocasionalmente en otros territorios como India o Australia.